# 328305 Jackmcdevitt
328305 Jackmcdevitt è un asteroide della fascia principale. Scoperto nel 2006, presenta un'orbita caratterizzata da un semiasse maggiore pari a 2,5518152 UA e da un'eccentricità di 0,2551963, inclinata di 6,14453° rispetto all'eclittica.
L'asteroide è dedicato allo scrittore di fantascienza statunitense Jack McDevitt .